# Eunapios

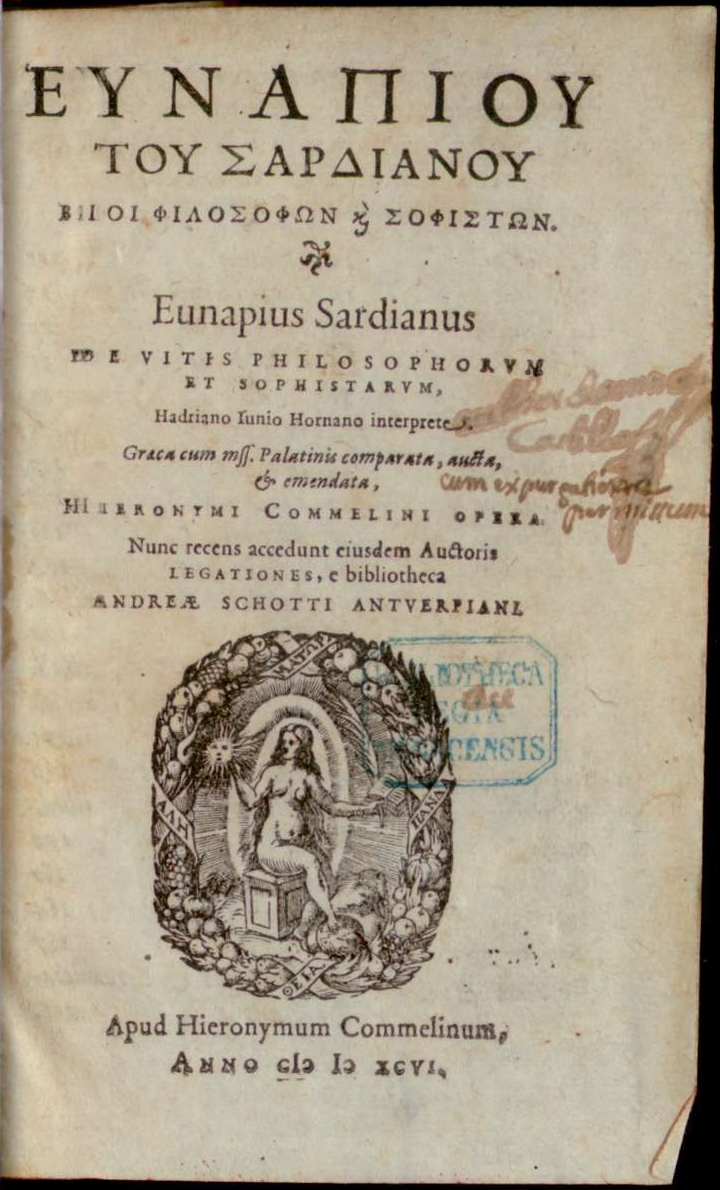
Wydanie Żywotów sofistów z 1596 roku

Eunapios (gr. Εὐνάπιος Eunápios, łac. Eunapius) – żyjący w IV wieku grecki retor i pisarz, neoplatonik.
Pochodził z Sardes. Autor Żywotów sofistów, zawierających biografie 23 współczesnych mu filozofów, mających stanowić pogańską przeciwwagę dla chrześcijańskich żywotów świętych. Był także autorem zachowanego we fragmentach dzieła historycznego, kontynuującego relację Deksipposa. Stanowiło ono główne źródło Zosimosa, który zdaniem Focjusza i niektórych badaczy, przepisał po prostu dzieło Eunapiusza. 
Jako poganin, Eunapios był zwolennikiem Juliana Apostaty i w swoich dziełach ostro atakował chrześcijaństwo.